# Överluleå tingslag
Överluleå tingslag var ett tingslag i Norrbottens län i Norrbotten och omfattade nuvarande Bodens kommun utom Gunnarsbyns församling. Ytan var 1934 3 005 km², varav land 2 830 och där fanns då 19 780 invånare, varav 6 594 invånare i Boden, som ingick i tingslaget. Tingsställe var Boden. 
Tingslaget bildades 1831 som en utbrytning ur Nederluleå tingslag. Tingslaget upphörde 1948 då verksamheten överfördes till Luleå tingslag. 
Tingslaget hörde till 1838 till  Norrbottens domsaga, mellan 1839 och 1877 till Norrbottens södra domsaga och från 1877 till Luleå domsaga.

## Socknar
Tingslagets område omfattade följande socknar:
- Överluleå socken
- Edefors socken från 1890

Till tingslaget hörde även staden Boden från 1919.